# Accipitriformes
Els accipitriformes (Accipitriformes) són un d'ocells, que inclou la majoria de rapinyaires diürns. Alguns autors distingeixen aquest ordre del dels falconiformes, mentre que d'altres els consideren un de sol.

## Taxonomia
L'ordre Accipitriformes no existeix en totes les classificacions. Tradicionalment, totes les rapinyaires diürnes (incloent els voltors del Nou Món) eren situades a l'ordre Falconiformes. En la classificació de Sibley-Ahlquist, quedà desmuntat aquest ordre, en incloure les famílies Falconidae, Accipitridae i Sagittaridae a l'ordre Ciconiiformes, mentre que els voltors del Nou Món passaven a formar part de la família Ciconiidae.
En la classificació de NCBI, totes les famílies de rapinyaires diürnes estan en l'ordre Falconiformes, excepte els Cathartidae que s'incorporen als Ciconiiformes.
En la Classificació de Clements 2008, tampoc existeix l'Ordre Accipitriformes i les cinc famílies de rapinyaires (Cathartidae, Pandionidae, Accipitridae, Sagittaridae i Falconidae) estan situades a l'Ordre Falconiformes.
Això no obstant, el Congrés Ornitològic Internacional (COI), separà els Falconidae en el seu propi Ordre (Falconiformes), agrupant la resta de famílies (Cathartidae, Pandionidae, Accipitridae i Sagittaridae) en l'ordre Accipitriformes, deixant d'aquesta manera els rapinyaires diürns separats en dos ordres.
Seguint la classificació del COI (versió 12,2, 2022) els Accipitriformes es classificarien en quatre famílies, 77 gèneres i 264 espècies de la següent manera:
- Família Accipitridae, amb 70 gèneres i 255 espècies.
- Família Cathartidae (Voltors del Nou Món), amb 5 gèneres i 7 espècies.
- Família Pandionidae (Àguiles peixateres), monotípica.
- Família Sagittariidae (Secretari), monotípica.

## Morfologia
- Ocells grans i carnívors.
- Bec fort i corbat.
- Fortes urpes per matar les preses
- Visió agudíssima, en detriment de l'olfacte.

## Alimentació
Són predadors i, per tant, estan situats al darrer nivell tròfic (ensems amb el llop, en el cas dels boscos d'Europa).